# Liste der Vogelarten Atauros

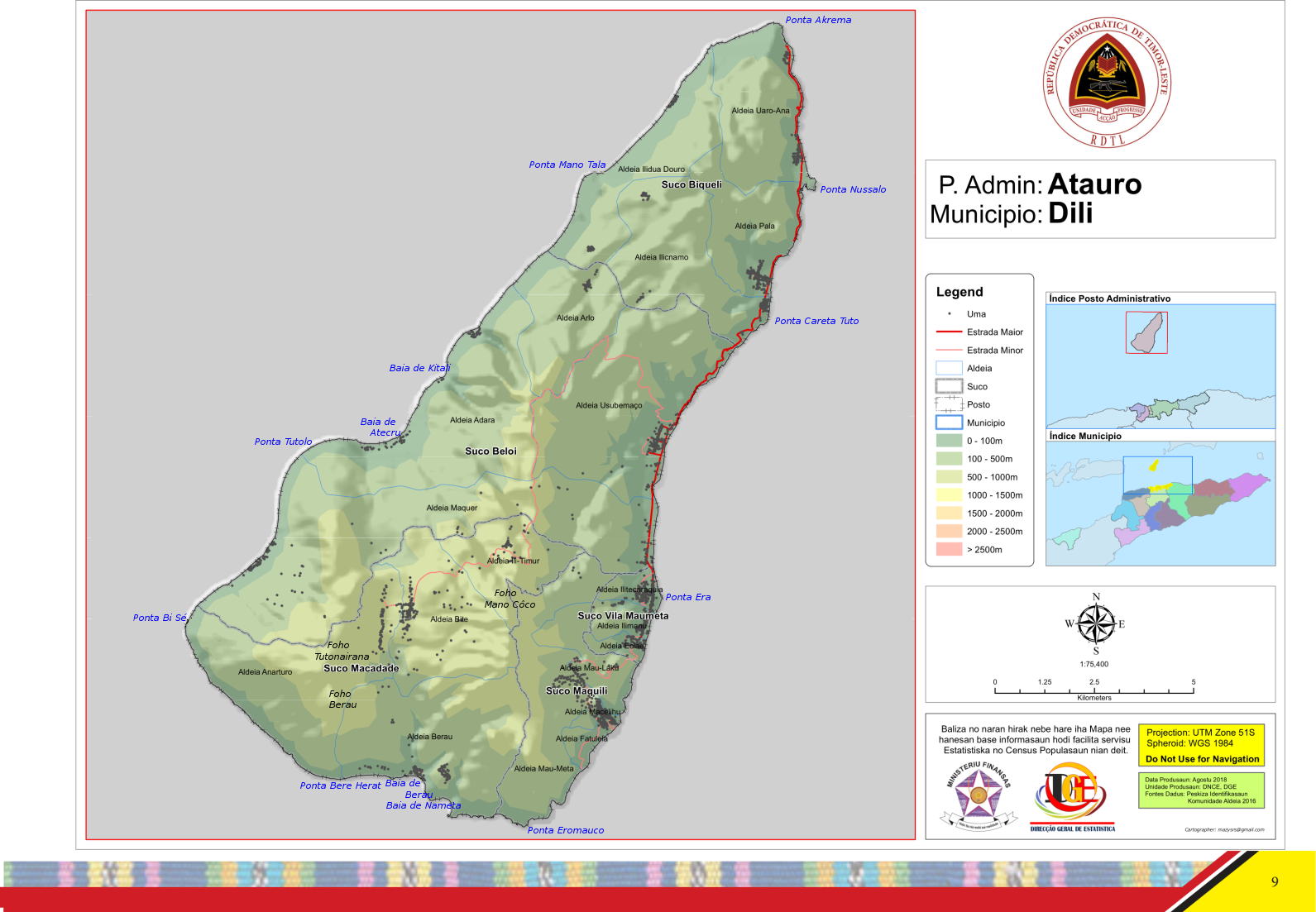
Die Insel Atauro

Die Liste der Vogelarten Atauros bietet einen Überblick über die Vogelarten der Insel Atauro.
2004 wurden auf der zu Osttimor gehörenden nördlich gelegenen Insel Atauro 84 Vogelarten erfasst. 13 weitere kamen 2007 dazu. 67 der 97 Vogelarten werden als heimisch auf Atauro angesehen. Die Insel liegt zwischen den beiden Hauptinseln der Region Timor/Wetar auf der Wallace-Linie, wo sich sowohl Arten aus der asiatischen wie aus der australischen Tierwelt finden. Zwölf der 17 endemischen Arten, die auf beiden Hauptinseln leben, finden sich auch auf Atauro. Zwei weitere Arten gelten als auf die Region (im Umkreis auf einer Fläche von 50.000 km²) beschränkt. Die meisten Vogelarten Atauros kommen auch auf Timor vor. Nur wenige Arten und Unterarten sind typisch für die Nachbarinsel Wetar.

## Die Insel
Atauro hat eine Fläche von 140,50 km². 2022 lebten auf der Insel über 10.000 Menschen. Sie liegt etwa 23,5 km nördlich der Landeshauptstadt Dili vor der Küste Timors. Im Nordosten liegen die indonesischen Inseln Wetar (21,5 km) und Liran (13 km), jenseits der Straße von Wetar, und westlich Alor, jenseits der Straße von Ombai. Atauro gehört zu den Inseln des Bandabogens, der die Bandasee umschließt.
Atauro ist vulkanischen Ursprungs und entstand vor 3 bis 3,5 Millionen Jahren. Heute ist die Insel nicht mehr vulkanisch aktiv. Die Insel ist zerklüftet und rau. Die vormals submarinen Vulkane sind der Erosion ausgesetzt. Der höchste Punkt der Insel ist der Mano Côco (Foho Manococo) mit 999 m. Weitere Erhebungen sind der Foho Tutonairana und der Foho Berau. Hohe Klippen, die ins Meer ragen und geschützte Buchten mit Sandstränden prägen die Küste. Ein breites Riff von 30 bis 150 m umrahmt die Insel. Die Meeresstraße zwischen Atauro und Timor ist bis zu 3500 Meter tief. Neben den Feldern gibt es vor allem Grasland mit Eukalyptusbäumen (Eucalyptus alba) und einige Restbestände von Trocken- und immergrünen, tropischen Wäldern, vor allem auf den Bergen und in Schluchten. Die Bäume im tropischen Bergwald am Mano Côco erreichen 15 bis 20 m Höhe. 40 km² um den Berg sind ein Naturreservat.

## Liste
| Bild                  | Name                                                                   | Familie                | Ordnung            | Vorkommen                         | Häufigkeit           | Weitere Informationen |
| --------------------- | ---------------------------------------------------------------------- | ---------------------- | ------------------ | --------------------------------- | -------------------- | --- |
|                       | Rotbein-Großfußhuhn (Megapodius reinwardt)                             | Großfußhühner          | Hühnervögel        | heimisch                          | selten               | Das Reinwardthuhn brütet auf der Insel. Es lebt in Wäldern bis in einer Meereshöhe von 400 m. Es ist eine der wenigen Vogelarten Atauros, die auf dem benachbarten Timor fehlen, obwohl es auf den anderen Nachbarinseln ebenfalls heimisch ist. |
|                       | Ypsilonwachtel (Coturnix ypsilophora)                                  | Fasanenartige          | Hühnervögel        | heimisch                          | häufig               | Die Ypsilonwachtel kommt auf Atauro bis auf Höhen von 830 m vor. |
|                       | Silberreiher (Casmerodius albus)                                       | Reiher                 | Schreitvögel       |                                   |                      | Ein Exemplar konnte 2005 vor der Nordspitze Atauros gesichtet werden. Der Silberreiher ist ansonsten häufig in den Mangrovensümpfen des östlichen Timors anzutreffen. |
| helle und dunkle Form | Riffreiher (Egretta sacra)                                             | Reiher                 | Schreitvögel       | heimisch                          | häufig               | Der Riffreiher kommt auf Atauro häufig vor. |
|                       | Mangrovereiher (Butorides striatus)                                    | Reiher                 | Schreitvögel       | heimisch                          | zerstreut vorkommend | Der Mangrovereiher kommt auf Atauro vereinzelt vor. |
|                       | Rotfußtölpel (Sula sula)                                               | Tölpel                 | Ruderfüßer         | heimisch                          | häufig               | |
|                       | Weißbauchtölpel (Sula leucogaster)                                     | Tölpel                 | Ruderfüßer         | heimisch                          | häufig               | Der Weißbauchtölpel kommt auf Atauro häufig vor. |
|                       | Brillenpelikan (Pelecanus conspicillatus)                              | Pelikane               | Ruderfüßer         | Besucher                          | unklar               | Der Brillenpelikan ist auf Atauro nicht sesshaft, wird aber immer wieder von Fischern an den Riffen der Westküste beobachtet. Wie der Riffreiher, wird auch der Brillenpelikan von den einheimischen Popo genannt. |
|                       | Bindenfregattvogel (Fregata minor)                                     | Fregattvögel           | Ruderfüßer         | Besucher                          | unklar               | Der Bindenfregattvogel konnte bei der Feldforschung 2004 nicht direkt nachgewiesen werden, alte Berichte beziehungsweise Einheimische nennen ihn aber als gelegentlichen Besucher Atauros, auch wenn er hier nicht sesshaft ist. 2005 konnten Bindenfregattvögel mehrmals vor der Küste Atauros gesichtet werden. |
|                       | Arielfregattvogel (Fregata ariel)                                      | Fregattvögel           | Ruderfüßer         | Besucher                          | selten               | Der Arielfregattvogel konnte bei der Feldforschung 2004 nicht direkt nachgewiesen werden, alte Berichte beziehungsweise Einheimische nennen ihn aber als seltenen Besucher Atauros, auch wenn er hier nicht sesshaft ist. |
|                       | Bulwersturmvogel (Bulweria bulwerii)                                   | Sturmvögel             | Röhrennasen        | Besucher                          | selten               | Der Bulwersturmvogel konnte bei der Feldforschung 2004 nicht direkt nachgewiesen werden, alte Berichte beziehungsweise Einheimische nennen ihn aber als seltenen Besucher Atauros, auch wenn er hier nicht sesshaft ist. Auch in der Region kommt er nicht oft vor. |
|                       | Weißgesicht-Sturmtaucher (Calonectris leucomelas)                      | Sturmvögel             | Röhrennasen        | Zugvogel                          | unklar               | Der Weißgesicht-Sturmtaucher kommt als Zugvogel auch nach Atauro. |
|                       | Fregattensturmschwalbe (Pelagodroma marina)                            | Sturmschwalben         | Röhrennasen        |                                   | sehr selten          | Die Fregattensturmschwalbe wurde bisher selten in der Region Wallacea gesichtet. Eventuell ist sie hier ein Wintergast. Zweimal konnte man 2005 diese Art vor der Küste von Atauro und damit daserste Mal in der Umgebung Timors dokumentieren. |
|                       | Weißbrust-Kielralle (Amaurornis phoenicurus)                           | Rallen                 | Kranichvögel       | heimisch                          |                      | Eine Weißbrust-Kielralle wurde im April 2005 auf Atauro erstmals wissenschaftlich dokumentiert. |
|                       | Felsentaube (Columba livia)                                            | Tauben                 | Taubenvögel        | heimisch (eingeführt)             | allgemein verbreitet | Die Felsentaube wurde auf Atauro eingeführt und kommt bis auf Höhen von 500 m vor. |
|                       | Weißwangentaube (Columba vitiensis)                                    | Tauben                 | Taubenvögel        | heimisch                          |                      | Die Taube lebt in den höher gelegenen Wäldern Atauros und wird hier Maram genannt. |
|                       | Perlhalstaube (Streptopelia chinensis)                                 | Tauben                 | Taubenvögel        | heimisch                          | sehr häufig          | Die Perlhalstaube kommt auf Atauro häufig vor. |
| ---                   | Große Kuckuckstaube (Schweiftaube) (Macropygia magna)                  | Tauben                 | Taubenvögel        | heimisch, endemisch in der Region | selten               | Der nur in der Region Timor-Wetar vorkommende Vogel ist selten, aber in den Bergwäldern anscheinend weitverbreitet. In den Wäldern Osttimors ist die Taube lokal allgemein verbreitet. |
|                       | Timortaube (Schwarze Timortaube) (Turacoena modesta)                   | Tauben                 | Taubenvögel        | heimisch, endemisch in der Region | sehr selten          | Die gefährdete und sonst nur auf Timor und Wetar vorkommende Timortaube findet sich selten in den Wäldern bis in Höhenlagen von 750 m, so am Mano Côco. Gelegentlich wird die hier lam dam genannte Taube Opfer von Jägern und landet im Kochtopf. In Osttimors Wäldern ist die Timortaube häufig und weitverbreitet. |
|                       | Grüne Timortaube (Timorgrüntaube) Treron psittaceus (Treron psittacea) | Tauben                 | Taubenvögel        | heimisch, endemisch in der Region | selten               | Die sonst nur auf Timor, Semau und Roti vorkommende Grüne Timortaube ist auch auf Atauro nur selten. Man findet sie dort in den Wäldern im Flachland. Sie gilt als stark gefährdet. |
|                       | Grünflügeltaube (Chalcophaps indica)                                   | Tauben                 | Taubenvögel        | heimisch                          | häufig               | Die Grünflügeltaube kommt auf Atauro häufig vor und ist bis auf Höhen von 850 m anzutreffen. |
|                       | Sperbertaube (Geopelia striata)                                        | Tauben                 | Taubenvögel        | heimisch                          | häufig               | Die Sperbertaube kommt auf Atauro häufig vor und ist bis auf Höhen von 750 m anzutreffen. |
|                       | Weißkopf-Flaumfußtaube (Ptilinopus cinctus)                            | Tauben                 | Taubenvögel        | heimisch                          | allgemein verbreitet | Die Weißkopf-Flaumfußtaube kommt nur auf Inseln zwischen Bali im Westen und Babar in der Bandasee vor. Auf Atauro kommt sie in den dichten Wäldern nahe dem Meeresniveau häufig vor, selten in den Bergwäldern ab 700 m Höhe. Man findet sie in losen Schwärmen von zehn bis zwanzig Tieren. Ein geschossenes Exemplar ähnelte auf den ersten Blick der Unterart P. c. cinctus, hatte aber einen mehr grün-gelblichen Bauch. Kopf, Nacken und Hals waren rein weiß und nicht gelblich oder grau, wie bei P. c. everetti (auf der Insel Alor). Der Schnabel war wie der Bauch gelb-grünlich und der Schwanz hellgrau.                                                |
|                       | Königsfruchttaube (Ptilinopus regina)                                  | Tauben                 | Taubenvögel        | heimisch                          | zerstreut vorkommend | Die Königsfruchttaube kommt auf Atauro vereinzelt vor und ist bis auf Höhen von 200 m anzutreffen. Dort findet man sie in verstreuten Obstbäumen und im Trockenwald. |
|                       | Sundafruchttaube (Ducula rosacea)                                      | Tauben                 | Taubenvögel        | heimisch, endemisch in der Region | allgemein verbreitet | In der Region endemisch. Auf Atauro ist die einheimische Fruchttaube nicht alltäglich, aber auf Höhen ab 250 m in Waldgebieten weit verbreitet. Die relativ große Taube wird in anderen Gebieten immer wieder Opfer von Jägern, weswegen sie als gefährdet gilt. Der Jagddruck auf Atauro scheint aber nicht besonders hoch zu sein. |
|                       | Sanderling (Calidris alba)                                             | Schnepfenvögel         | Regenpfeiferartige | ?                                 | ?                    | Ein Sanderling wurde 2003 nahe Beloi beobachtet. Die Art scheint selten an der Küste Osttimors zu erscheinen, aber weitere Untersuchungen sind notwendig. |
|                       | Isabellbrachvogel (Numenius madagascariensis)                          | Schnepfenvögel         | Regenpfeiferartige | Zugvogel                          |                      | In Osttimor findet sich der Isabellbrachvogel regelmäßig in kleinen Gruppen, wo er sich über kurze Zeit auffällt, beziehungsweise in den Mangrovensümpfen überwintert. 2003 konnte ein Exemplar auch auf Atauro beobachten. |
|                       | Regenbrachvogel (Numenius phaeopus)                                    | Schnepfenvögel         | Regenpfeiferartige | Zugvogel                          | selten               | Der Regenbrachvogel ist ein Zugvogel, der nicht häufig auf Atauro zu finden ist. |
|                       | Flussuferläufer (Actitis hypoleucos)                                   | Schnepfenvögel         | Regenpfeiferartige | Zugvogel                          | häufig               | Der Flussuferläufer ist als Zugvogel regelmäßig an der Ostküste Atauros zu beobachten. |
|                       | Grauschwanzwasserläufer (Heteroscelus brevipes (Tringa brevipes))      | Schnepfenvögel         | Regenpfeiferartige | Zugvogel                          | selten               | Der Grauschwanzwasserläufer ist als Zugvogel gelegentlich auf Atauro zu finden. |
| Weibchen im Brutkleid | Odinshühnchen (Phalaropus lobatus)                                     | Schnepfenvögel         | Regenpfeiferartige | Zugvogel                          | allgemein verbreitet | Die Art ist während des Winters auf der Nordhalbkugel in der Region ein häufiger Gast. Im Sommer zieht das Odinshühnchen dann nach Norden. |
|                       | Rifftriel (Esacus giganteus)                                           | Triele                 | Regenpfeiferartige | heimisch (?)                      | unklar               | Der gefährdete Rifftriel ist möglicherweise auf Atauro heimisch. Eine wissenschaftliche Bestätigung gibt es nicht, aber einheimische Fischer aus Adara berichten, dass man ihn an der Westküste finden kann. |
|                       | Sibirischer Goldregenpfeifer (Pluvialis fulva)                         | Regenpfeifer           | Regenpfeiferartige | Zugvogel                          | selten               | Der Sibirische Goldregenpfeifer ist ein Zugvogel, der auch Atauro passiert. |
|                       | Malaienregenpfeifer (Charadrius peronii)                               | Regenpfeifer           | Regenpfeiferartige | heimisch                          | zerstreut vorkommend | Der gefährdete Malaien-Regenpfeifer ist nur gelegentlich auf Atauro anzutreffen gilt aber als einheimischer Vogel. |
|                       | Zwergseeschwalbe (Sterna albifrons)                                    | Seeschwalben           | Regenpfeiferartige |                                   |                      | Auf Atauro wurde 2005 ein Exemplar dokumentiert. Die Zwergseeschwalbe ist in Osttimor selten, kommt aber regelmäßig zum Brüten in das Land. |
|                       | Eilseeschwalbe (Thalasseus bergii (Sterna bergii))                     | Seeschwalben           | Regenpfeiferartige | heimisch                          | zerstreut vorkommend | Die Eilseeschwalbe ist auf Atauro ein einheimischer Vogel, aber nur gelegentlich anzutreffen. |
|                       | Zügelseeschwalbe (Onychoprion anaethetus (Sterna anaethetus))          | Seeschwalben           | Regenpfeiferartige | heimisch                          | selten               | Die Zügelseeschwalbe kommt auf Atauro nur selten vor. |
|                       | Noddi (Anous stolidus)                                                 | Seeschwalben           | Regenpfeiferartige |                                   |                      | Im Dezember 2005 konnten mehrere Noddiseeschwalben bei der Futtersuche bei den Korallenriffen vor der Ostküste Atauros beobachtet werden. |
|                       | Orientbrachschwalbe (Glareola maldivarum)                              | Brachschwalbenartige   | Regenpfeiferartige | Zugvogel                          | selten               | Bisher wurde nur eine Orientbrachschwalbe auf Atauro beobachtet. In Osttimor findet man einige wenige Tiere in September bis Dezember, wenn die Zugvögel nach Südwesten ziehen. |
| Jungvogel             | Australienkoel (Eudynamys cyanocephala)                                | Kuckucke               | Kuckucksvögel      | heimisch                          | häufig               | Der Australienkoel lebt in den Wäldern der Insel und ist dort in allen Höhenlagen zu finden. |
|                       | Bengalenkuckuck (Centropus bengalensis)                                | Kuckucke               | Kuckucksvögel      | heimisch                          | häufig               | Der Bengalenkuckuck ist auf Atauro häufig und bis auf Höhen von 750 m zu finden. |
|                       | Fratzenkuckuck (Scythrops novaehollandiae)                             | Kuckucke               | Kuckucksvögel      | Besucher                          | selten               | Der erstmals 1989 auf Timor erfasste Vogel wurde 2004 auf Atauro nur durch seinen charakteristischen Ruf registriert. |
|                       | Hopfkuckuck (Cuculus saturatus)                                        | Kuckucke               | Kuckucksvögel      | heimisch (?)                      | unklar               | Der Hopfkuckuck konnte bei der Feldforschung 2004 nicht direkt nachgewiesen werden, wird aber in alten Berichten oder von der Bevölkerung als heimische Vogelart genannt. Der hier Tou pipi genannte Vogel lebt demnach auf Meereshöhen ab 500 m. |
|                       | Glanzkopfsalangane (Collocalia esculenta)                              | Segler                 | Seglervögel        | heimisch                          | allgemein verbreitet | Die Glanzkopfsalangane ist auf Atauro auf allen Höhenlagen anzutreffen. |
|                       | Haussegler (Apus affinis)                                              | Segler                 | Seglervögel        | heimisch (?)                      | selten               | Möglicherweise handelt es sich dabei um den Malaiensegler (Apus nipalensis), der teilweise als Unterart des Mauerseglers angesehen wird. Selten, brütet eventuell in den Klippen der Südküste. Der nächste gesicherte Brutplatz auf Timor befindet sich bei der Christusstatue von Dili. |
|                       | Pazifiksegler (Apus pacificus)                                         | Segler                 | Seglervögel        | Zugvogel                          | zerstreut vorkommend | Als Zugvogel überfliegt der Pazifiksegler die Kleinen Sunda-Inseln, wurde aber nur selten in der Region um Timor beobachtet. Einige Exemplare konnte man im November und Dezember gelegentlich auch auf Atauro sichten. |
|                       | Stachelschwanzsegler (Hirundapus caudacutus)                           | Segler                 | Seglervögel        | Zugvogel                          |                      | Den Stachelschwanzsegler kann man in der Region der Kleinen Sunda-Inseln meist zwischen September und Januar auf ihrem Zug in Richtung Südwesten beobachten. |
|                       | Fischadler (Pandion haliaetus)                                         | Fischadler             | Greifvögel         | heimisch (?)                      | unklar               | Der hier Langam genannte Fischadler konnte bei der Feldforschung 2004 nicht direkt nachgewiesen werden, wird aber in alten Berichten oder von der einheimischen Bevölkerung als heimische Vogelart genannt. |
|                       | Papuaweih (Aviceda subcristata)                                        | Habichtartige          | Greifvögel         | heimisch (?)                      | unklar               | Der Papuaweih konnte bei der Feldforschung 2004 nicht direkt nachgewiesen werden, wird aber in alten Berichten oder von der einheimischen Bevölkerung als heimische Vogelart genannt. |
|                       | Schopfwespenbussard (Pernis ptilorhyncus)                              | Habichtartige          | Greifvögel         | Zugvogel                          | selten               | Der Schopfwespenbussard Ist als Zugvogel ein seltener Wintergast auf den Kleinen Sundainseln. Auf Atauro findet man ihn auf Höhenlagen zwischen 450 m und 550 m. |
|                       | Brahmanenmilan (Haliastur indus)\|                                     | Habichtartige          | Greifvögel         | heimisch (?)                      | unklar               | Der lokal Langa muraputi genannte Brahmanenmilan konnte bei der Feldforschung 2004 nicht direkt nachgewiesen werden, wird aber in alten Berichten oder von der einheimischen Bevölkerung als heimische Vogelart genannt. |
|                       | Weißbauch-Seeadler (Haliaeetus leucogaster)                            | Habichtartige          | Greifvögel         | heimisch (?)                      | unklar               | Der hier Langa liahpleu genannte Weißbauch-Seeadler konnte bei der Feldforschung 2004 nicht direkt nachgewiesen werden, wird aber in alten Berichten oder von der einheimischen Bevölkerung als heimische Vogelart genannt. 2005 wurde der Weißbauch-Seeadler auch durch Sichtung am Mano Côco wissenschaftlich dokumentiert. |
|                       | Bänderhabicht (Accipiter fasciatus)                                    | Habichtartige          | Greifvögel         | heimisch                          | häufig               | Der Bänderhabicht ist vor allem in den Wäldern auf allen Höhenlagen anzutreffen. |
|                       | Habichtsadler (Hieraaetus fasciatus)                                   | Habichtartige          | Greifvögel         | heimisch                          | zerstreut vorkommend | Der Habichtsadler wurde bei den Feldforschungen 2004 am Mano Côco gesichtet. |
|                       | Molukkenfalke (Falco moluccensis)                                      | Falkenartige           | Greifvögel         | heimisch                          | häufig               | Der einheimische Molukkenfalke kommt auf Atauro häufig vor und ist bis auf Höhen von 650 m anzutreffen. |
|                       | Schleiereule (Tyto alba)                                               | Schleiereulen          | Eulen              | heimisch                          | selten               | Die Schleiereule ist die einzige einheimische Eulenart auf Atauro, kommt hier aber nur selten vor. Das Fehlen von anderen, kleineren Eulenarten auf der Insel ist auffällig, wird aber von den Einheimischen bestätigt. |
|                       | Gelbbrustlori (Trichoglossus capistratus)                              | Eigentliche Papageien  | Papageien          | heimisch                          | unklar               | Ein Exemplar dieser bis 2004 auf Atauro nicht erfassten Art wurde von einem Jäger gefangen und als Haustier gehalten. Weitere drei Allfarbloris wurden über einer Eukalyptussavanne Ende 2005 im Flug beobachtet. Es ist aber unklar, ob es sich dabei um die Nominalform (T. c. capistratus), wie sie auf Timor vorkommen, oder Wetar-Allfarbloris (T. c. flavotectus) handelt, die auf Wetar und Romang verbreitet sind. |
|                       | Gelbkopflori (Trichoglossus euteles)                                   | Eigentliche Papageien  | Papageien          | heimisch, endemisch in der Region | allgemein verbreitet | Der auf vielen Inseln Ost-Nusa Tenggaras und der Südlichen Molukken vorkommende Vogel tritt auf Atauro bis in Höhen von 800 m häufig auf. Teilweise wird er zum Verkauf gefangen. Kinder jagen ihn mit Steinschleudern als Freizeitbeschäftigung. |
|                       | Braunhonigfresser (Lichmera indistincta)                               | Honigfresser           | Sperlingsvögel     | heimisch                          | sehr häufig          | Der Braunhonigfresser kommt sehr häufig auf Atauro vor und ist auf Höhenlagen bis 800 m anzutreffen. |
|                       | Helmlederkopf (Philemon buceroides)                                    | Honigfresser           | Sperlingsvögel     | heimisch                          | zerstreut vorkommend | Der Helmlederkopf findet sich in den Wäldern auf allen Höhenlagen. |
|                       | Timorgerygone (Gerygone inornata)                                      | Südseegrasmücken       | Sperlingsvögel     | heimisch, endemisch in der Region | zerstreut vorkommend | Die Timorgerygone gilt für die Region als endemisch. Auf Atauro kommt sie zerstreut vor und findet sich in allen Lebensräumen. |
| ---                   | Orpheusdickkopf (Pachycephala orpheus)                                 | Dickköpfe              | Sperlingsvögel     | heimisch, endemisch in der Region | allgemein verbreitet | Der Orpheusdickkopf gilt für die Region als endemisch. Auf Atauro kommt er regelmäßig vor und findet sich in allen Lebensräumen. |
|                       | Dickschnabelkrähe (Corvus macrorhynchos)                               | Rabenvögel             | Sperlingsvögel     | heimisch                          | selten               | Die Dickschnabelkrähe gilt auf Atauro als einheimischer Vogel, ist aber selten. Sie lebt hier auf Höhen bis 700 m. |
|                       | Weissbauch-Schwalbenstar (Artamus leucorynchus)                        | Schwalbenstarverwandte | Sperlingsvögel     | heimisch                          | allgemein verbreitet | Der Weissbauch-Schwalbenstar ist bis auf Höhen von 600 m anzutreffen. |
|                       | Sundapirol (Oriolus melanotis)                                         | Pirole                 | Sperlingsvögel     | heimisch, endemisch in der Region | allgemein verbreitet | Endemisch in der Region. Gilt auf den Nachbarinseln Roti, Semau, Timor und Wetar als nur spärlich verbreitet, fand sich aber auf Atauro in den Bergwäldern in der Umgebung des Mano Côco in Höhen über 750 m häufig und ist in Wäldern mit geschlossenem Blätterdach bis auf Meereshöhe weit verbreitet und alltäglich. Die Rufe der Exemplare auf Atauro unterscheiden sich von denen von O. m. melanotis, der auf Timor, Roti und Semau lebt. Auch der für die Männchen dieser Unterart typische Federschmuck konnte auf Atauro nicht beobachtet werden. Die Sundapirole auf Atauro sind daher entweder O. m. finschi oder eine noch nicht beschriebene Unterart. |
|                       | Wallaceraupenfänger (Coracina personata)                               | Stachelbürzler         | Sperlingsvögel     | heimisch                          | häufig               | Der Wallaceraupenfänger ist bis auf Höhen von 850 m anzutreffen. |
|                       | Mönchsraupenfänger (Coracina tenuirostris)                             | Stachelbürzler         | Sperlingsvögel     | heimisch                          | sehr selten          | Gesichtet am Mano Côco auf 700 m Höhe. |
|                       | Weißflügel-Lalage (Lalage sueurii)                                     | Stachelbürzler         | Sperlingsvögel     | heimisch                          | häufig               | Die Weißflügel-Lalage ist bis auf Höhen von 700 m anzutreffen. |
|                       | Fuchsfächerschwanz (Rhipidura rufifrons)                               | Fächerschwänze         | Sperlingsvögel     | heimisch                          | häufig               | Der Fuchsfächerschwanz ist auf allen Höhenlagen anzutreffen. |
|                       | Glanzfleckdrongo (Dicrurus hottentottus)                               | Drongos                | Sperlingsvögel     | heimisch                          | häufig               | Der hier Sakgila genannte Glanzfleckdrongo kommt in den Wäldern Atauros auf allen Höhenlagen häufig vor. |
|                       | Brillen-Monarch (Monarcha trivirgatus)                                 | Monarchen              | Sperlingsvögel     | heimisch                          | selten               | Der Brillen-Monarch lebt in Wäldern bis auf 400 m. |
|                       | Breitschnabel-Monarch (Myiagra ruficollis)                             | Monarchen              | Sperlingsvögel     | heimisch                          | zerstreut vorkommend | Der Breitschnabel-Monarch lebt auf Atauro auf Höhen bis auf 500 m. |
|                       | Andromedadrossel (Zoothera andromedae)                                 | Drosseln               | Sperlingsvögel     | heimisch                          |                      | Mehrere Andromedadrosseln wurden in bewaldeten Schluchten auf einer Meereshöhe von 670 m beobachtet. |
|                       | Timordrossel (Zoothera peronii)                                        | Drosseln               | Sperlingsvögel     | heimisch, endemisch in der Region | sehr selten          | Endemisch in der Region. Die auf den östlichen Kleinen Sunda-Inseln allgemein weitverbreitete Timordrossel ist in einigen Gebieten durch die Fallenjagd für den Handel gefährdet. Auf Atauro lebt sie in den Wäldern bis auf 850 m. |
|                       | Elsterschnäpper (Ficedula westermanni)                                 | Fliegenschnäpper       | Sperlingsvögel     | heimisch                          | häufig               | Der Elsterschnäpper ist zwar ein typischer Bergbewohner, findet sich auf Timor aber bis auf Meereshöhe hinab und auf Alor bis auf 600 m. Auf Atauro war er in den immergrünen Wäldern bis hinab auf 400 m häufig, seltener in den Trockenwäldern und den verbliebenen Bäumen an den Getreidefeldern bis runter auf mindestens 180 m. |
|                       | Mohrenschwarzkehlchen (Saxicola caprata)                               | Fliegenschnäpper       | Sperlingsvögel     | heimisch                          | sehr häufig          | Auf Atauro lebt das sehr häufige Mohrenschwarzkehlchen auf Höhen bis auf 750 m. |
|                       | Sundastar (Aplonis minor)                                              | Stare                  | Sperlingsvögel     | heimisch                          | zerstreut vorkommend | Der Sundastar ist ein seltener Bewohner auf den Kleinen Sunda-Inseln. Auf Atauro konnte man ihn 2004 lokal häufiger beobachten und auch einige Nester entdecken. Der hier Pranga genannte Vogel lebt in den Wäldern zwischen 350 und 550 m. |
|                       | Baumschwalbe (Hirundo nigricans)                                       | Schwalben              | Sperlingsvögel     |                                   |                      | Die Baumschwalbe ist auf Timor heimisch. Zu dieser Population kommen während des australischen Winters noch Vögel aus dem Süden hinzu. Auf Atauro konnten 2005 zwei Exemplare dokumentiert werden. |
|                       | Rauchschwalbe (Hirundo rustica)                                        | Schwalben              | Sperlingsvögel     | Zugvogel                          | selten               | Auf Meereshöhe trifft man selten die Rauchschwalbe an. |
|                       | Südseeschwalbe (Hirundo tahitica)                                      | Schwalben              | Sperlingsvögel     | Besucher                          | zerstreut vorkommend | Die Südseeschwalbe ist auf Atauro auf Meereshöhe anzutreffen. |
|                       | Cistensänger (Cisticola juncidis)                                      | Halmsängerartige       | Sperlingsvögel     | heimisch                          | allgemein verbreitet | Der Cistensänger ist auf Atauro bis auf Höhen von 800 m regelmäßig zu finden. |
|                       | Goldkopf-Cistensänger (Cisticola exilis)                               | Halmsängerartige       | Sperlingsvögel     | heimisch                          | selten               | Der Goldkopf-Cistensänger ist auf Atauro selten. |
|                       | Zitronenbrillenvogel (Zosterops citrinella)                            | Brillenvögel           | Sperlingsvögel     | heimisch                          | sehr häufig          | Der Zitronenbrillenvogel, der auf Atauro Lakmarar genannt wird, findet sich auf allen Höhenlagen. |
| ---                   | Timorstutzschwanz (Urosphena subulata)                                 | Grasmückenartige       | Sperlingsvögel     | heimisch, endemisch in der Region | zerstreut vorkommend | Endemisch in der Region. Bisher sind Berichte vom Timorstutzschwanz außerhalb der Insel Timor selten. Auf Atauro konnte man aber in den Wäldern ab 500 m seinen charakteristischen Ruf gelegentlich vernehmen. |
|                       | Timorlaubsänger (Phylloscopus presbytes)                               | Grasmückenartige       | Sperlingsvögel     | heimisch, endemisch in der Region | häufig               | Endemisch in der Region. Regelmäßig trifft man den Timorlaubsänger an in den semi-immergrünen Wäldern über 400 m und verbliebenen Bäumen im landwirtschaftlich genutzten Gebieten um Anartuto und dem Mana Côco. Die Vögel gehören zu der auf Timor vorkommenden Unterart P. p. presbytes. |
|                       | Horsfieldlerche oder Australische Lerche (Mirafra javanica)            | Lerchen                | Sperlingsvögel     | heimisch                          | selten               | Auf Atauro findet man die Horsfieldlerche lokal in den Grassavannen nordwestlich von Beloi. |
| ---                   | Macklot-Mistelfresser (Dicaeum maugei)                                 | Mistelfresser          | Sperlingsvögel     | heimisch, endemisch in der Region | allgemein verbreitet | Endemisch in der Region. Der Macklot-Mistelfresser kommt regelmäßig auf ganz Atauro vor, vor allem in den Plantagen der Dörfer, wo er oft Feigen und Blüten des Tamarindenbaums frisst. |
|                       | Sonnennektarvogel (Cinnyris solaris)                                   | Nektarvögel            | Sperlingsvögel     | heimisch, endemisch in der Region | sehr häufig          | Endemisch in der Region. Der Sonnennektarvogel kommt häufig in den Plantagen und den mit Eucalyptus alba bestückten Savannen bis 800 m vor, wo er oft von den Blüten des Tamarindenbaums frisst. Die Zuordnung der Unterart ist noch nicht erfolgt. C. s. solaris lebt auf den Inseln von Sumbawa bis Timor, C. s. exquisita auf Wetar. |
|                       | Feldsperling (Passer montanus)                                         | Sperlinge              | Sperlingsvögel     | heimisch (eingeführt)             | sehr häufig          | Der Feldsperling wurde erst im Mai 2003 nach Atauro eingeführt und ist inzwischen an der Ostküste sehr häufig. |
|                       | Schafstelze (Motacilla flava)                                          | Stelzen und Pieper     | Sperlingsvögel     | Zugvogel                          | selten               | Während des Winters auf der Nordhalbkugel sind M. f. thunbergi und M. f. plexa in der Region als Überwinterer zu finden. |
|                       | Zebrafink (Taeniopygia guttata)                                        | Prachtfinken           | Sperlingsvögel     | heimisch                          | sehr häufig          | Der Zebrafink ist auf Atauro sehr häufig auf Höhen bis 600 m zu finden. |
|                       | Blaugrüne Papageiamadine (Erythrura tricolor)                          | Prachtfinken           | Sperlingsvögel     | heimisch                          | allgemein verbreitet | Die Blaugrüne Papageiamadine wurde in den Wäldern auf Atauro erstmals 2004 wissenschaftlich dokumentiert und 2005 bestätigt. Ihr Name auf Atauro lautet Moro ngiar. Auf Timor kommt die Blaugrüne Papageiamadine wahrscheinlich nur lokal vor, aber allgemein verbreitet. Als Brutvogel konnte sie bisher nur einmal 2003 wissenschaftlich dokumentiert werden. |
|                       | Muskatamadine (Lonchura punctulata)                                    | Prachtfinken           | Sperlingsvögel     | heimisch                          | allgemein verbreitet | Bis auf 500 m kann man die Muskatamadine auf Atauro finden. |
|                       | Blasskopfnonne (Lonchura pallida)                                      | Prachtfinken           | Sperlingsvögel     | Besucher?                         | allgemein verbreitet | Die Blasskopfnonne findet sich auch auf den benachbarten Inseln Alor, Wetar und Kisar und wurde auf Timor erst 1998 das erste Mal wissenschaftlich dokumentiert. Während sie von November bis Januar bei Feldforschungen nicht gesichtet wurde, war die Blasskopfnonnen zwischen April und Mai im Flachland Atauros allgegenwärtig, wenn es dort Grassamen in Hülle und Fülle gibt. |
|                       | China-Rohrsänger (Acrocephalus orientalis)                             | Rohrsängerartige       | Sperlingsvögel     |                                   |                      | 1932 wurden in Dili das letzte Mal China-Rohrsänger in der Region Timors gesichtet. 2005 konnte wieder ein Exemplar auf Atauro beobachtet werden. Man fand es in einen Mischwaldstreifen in einem Tal auf etwa 400 m Höhe. |
|                       | Halsbandliest (Todiramphus chloris)                                    | Eisvögel               | Rackenvögel        | heimisch                          | zerstreut vorkommend | Der auf Atauro Tekin genannte Halsbandliest ist zwar auf Atauro heimisch, trotzdem aber nur gelegentlich in Meereshöhen bis 200 m anzutreffen. |
|                       | Regenbogenspint (Merops ornatus)                                       | Bienenfresser          | Rackenvögel        | heimisch                          | zerstreut vorkommend | Der Regenbogenspint ist auf Atauro heimisch, aber nicht häufig. Er bewohnt alle Höhenlagen. |